# Mehringdamm
Der Mehringdamm ist eine rund 1,5 km lange Straße im Berliner Ortsteil Kreuzberg des Bezirks Friedrichshain-Kreuzberg. Er ist nach dem marxistischen Publizisten und Politiker Franz Mehring benannt.

## Lage und Verlauf
Der Mehringdamm verläuft in nord-südlicher Richtung und ist Teil der Bundesstraße 96. Er befindet sich fast ausschließlich im Bereich des Ortsteilgebietes Kreuzberg 61, lediglich das südliche Ende dieser Straße liegt unmittelbar an der Grenze des Bezirks Friedrichshain-Kreuzberg zu Tempelhof-Schöneberg. Dort geht der Mehringdamm nahe dem ehemaligen Flughafen Tempelhof am Platz der Luftbrücke in den Tempelhofer Damm über. Der nördliche Eingang des U-Bahnhofs Platz der Luftbrücke liegt im Straßenverlauf des südlichen Mehringdamms. Weiter nördlich stößt die Bergmannstraße von Osten auf den Mehringdamm, sie setzt sich westlich des Mehringdamms in der Kreuzbergstraße fort. Die Gneisenaustraße trifft ebenfalls von Osten her auf den Mehringdamm und findet ihre Fortsetzung westlich des Mehringdammes in der Yorckstraße. Etwas nördlich dieser Kreuzung liegt der U-Bahnhof Mehringdamm. Im Norden überquert der Mehringdamm an der Mehringbrücke den Landwehrkanal und mündet unweit der Bezirksgrenze Friedrichshain-Kreuzbergs zu Mitte in die Wilhelmstraße. Das nördliche Ende des Mehringdamms liegt in unmittelbarer Nähe zum U-Bahnhof Hallesches Tor.

## Geschichte

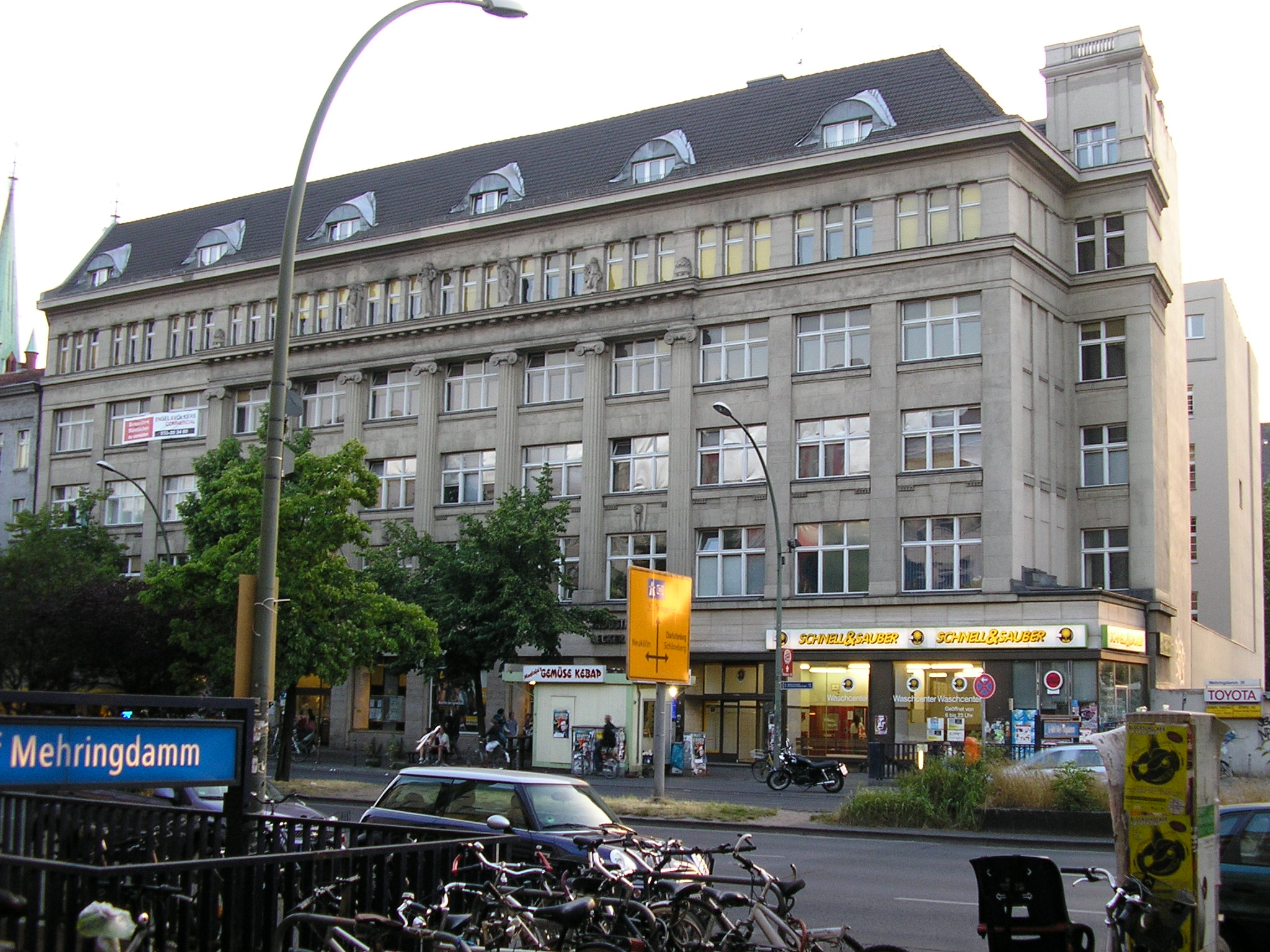
Das Haus Mehringdamm 32/34 war von 1948 bis 1952 Firmensitz der Telefunken Gesellschaft für drahtlose Telegraphie. Bis Ende der 1920er Jahre befand sich in einem Teil des Hauses (damals: Belle-Alliance-Straße 7–10) das Kaufhaus Jonaß

Der Straßenverlauf geht auf einen schon seit Jahrhunderten bestehenden Landweg vom Berliner Zentrum als Verlängerung der Friedrichstraße über Tempelhof nach Großbeeren und weiter nach Süden zurück. Die Ausfallstraße wurde Anfang des 19. Jahrhunderts ausgebaut und erhielt 1837 den Namen Tempelhofer Straße. Im Zusammenhang mit der Anlage des Generalszugs 1864 wurde dieser Verkehrsweg nach der in Preußen üblichen Bezeichnung für die Schlacht bei Waterloo in Belle-Alliance-Straße umbenannt. Nach dem Zweiten Weltkrieg wurde die Benennung zunächst in Franz-Mehring-Straße verändert. 1947 erhielt der Mehringdamm seinen heutigen Namen.
Der Mehringdamm wurde bereits ab 1873 von Pferdebahnen, später von elektrischen Straßenbahnen befahren. Die U-Bahn wurde 1924 eröffnet. Im Jahre 1962 wurde der Straßenbahnverkehr auf dem nördlichen Mehringdamm eingestellt, die Gleise südlich der Kreuzung Yorckstraße wurden zur Endstation. Die letzten Straßenbahnen auf dem südlichen Mehringdamm fuhren 1966 (Linie 96 nach Lichterfelde).
Das nördliche Ende des Mehringdamms veränderte in den 1960er und 1970er Jahren sein Aussehen radikal. Bis zu dieser Zeit endete der verkehrsintensive Mehringdamm am Blücherplatz direkt vor dem Halleschen Tor. Durch die Umgestaltung des Mehringplatzes nach den Plänen von Hans Scharoun im Sinn einer „bewohnbaren Stadtlandschaft“ wurden der Mehringplatz und der Blücherplatz vom Verkehr der Durchgangsstraßen befreit und wesentlich verkehrsberuhigt. Dazu wurde der Mehringdamm am Finanzamt Kreuzberg nach Westen verschwenkt, über die 1975 neu errichtete Mehringbrücke geführt und an die ebenfalls westwärts verschwenkte Wilhelmstraße angeschlossen.

## Bemerkenswertes zum Mehringdamm
Die zwischen Mehringdamm und Zossener Straße gelegenen fünf Friedhöfe vor dem Halleschen Tor gelten als eine Sehenswürdigkeit. Darüber hinaus enthält die Berliner Denkmalliste 21 Baudenkmale am Mehringdamm (siehe unter Weblinks).
In die Schlagzeilen kam die im Hinterhof Mehringdamm 51 illegal gebaute Moschee Hasan-Baschri, die 2003 zwangsgeräumt und geschlossen wurde.
Die Imbissstände Curry 36 und Mustafa’s Gemüse Kebap am U-Bahnhof Mehringdamm erfreuen sich internationaler Bekanntheit und ziehen zahlreiche Touristen an. 
Im Industriehaus der Gewerbeimmobilien-Gruppe Becker & Kries, Mehringdamm 32–34, befindet sich in der obersten Etage die Bühne der Berliner Kabarett Anstalt, das BKA-Theater. In den 1960er und 1970er Jahren befand sich dort die Diskothek Dachluke, in der auch zahlreiche Livekonzerte stattfanden.
Seit 1949 ist der von Süden nach Norden abschüssige Mehringdamm zwischen Platz der Luftbrücke und Bergmannstraße regelmäßiger Austragungsort für die Berliner Seifenkistenrennen.
Das Gebäude Mehringdamm 61 ist auch bekannt als „Homo-Hof“. Hier befanden sich
- von 1995 bis Herbst 2013 das 1977 gegründete SchwuZ, das als erster alternativer schwuler Club Berlins galt,
- von 1989 bis März 2013 das Schwule Museum sowie
- von 1989 bis 2008 die Allgemeine Homosexuelle Arbeitsgemeinschaft.

Noch heute existiert hier ein nach dem schwulen Unterhaltungskünstler Melitta Sundström benanntes Café.
Von 2013 bis 2021 wurden Räume im Erdgeschoss vom Literaturhaus Lettrétage für Lesungen und andere Veranstaltungen genutzt.
Der Mehringdamm wird vom Rapper Pashanim im Lied Airwaves (2020) besungen.
Annette Humpe wohnte zu Beginn ihrer ersten Jahre in Berlin in einer Wohngemeinschaft am Mehringdamm.